# Premiile Academiei Române pentru anul 2008
Premiile Academiei Române pentru anul 2008 au fost acordate în decembrie 2010, în Aula Academiei Române.
Sunt indicate obiectul acordării premiului, cel mai adesea o lucrare, autorul acesteia și țara de reședință a autorului. În cazul în care nu este indicată țara, autorul este din România.

## I. Filologie și Literatură

### Premiul „Timotei Cipariu“
- Dicționarul limbii române (DLR), litera L - Lucia Cifor, Marius-Radu Clim, Doina Cobeț, Elena Dănilă, Eugenia Dima, Mioara Dragomir, Cristina Florescu, Gabriela Haja, Laura Manea, Corneliu Morariu, Carmen-Gabriela Pamfil, Rodica Radu, Mioara Vișoianu, Victoria Zăstroiu

### Premiul „Bogdan Petriceicu Hașdeu“
- Viața Sfintei Maria Egipteanca - Gabriel Mihăilescu
- Limba latină în opera lui Dimitrie Cantemir - Claudia Tămăuceanu

### Premiul „Ion Creangă“
- Cei o sută. Culoarul templier - Gheorghe Schwartz
- Dulce ca pelinul - Ștefan Mitroi

### Premiul „Titu Maiorescu“
- The History of Romanian Slavic studies - Radu Mârza
- Dinastia Cantemireștilor - Andrei Eșanu (Republica Moldova)

### Premiul „Lucian Blaga“
- Eminescu, Negocierea unei imagini - Iulian Costache
- Civilizația romanului - Mirela Roznoveanu

### Premiul „Mihai Eminescu“
Premiul nu a fost acordat.

### Premiul „Ion Luca Caragiale“
Premiul nu a fost acordat.

## II. Științe Istorice și Arheologie

### Premiul „Vasile Pârvan“
- Griechische Importe in den Nekropolen an der unteren Donau 6.Jh. - Anfang des 3. Jhs. v. Chr. - Emilian Teleagă

### Premiul „Dimitrie Onciul“
- Silviu Dragomir – istoric - Sorin Șipoș

### Premiul „George Barițiu“
- Biserică, Stat și Franc-masonerie în Banat și Ungaria (1848-1889), 2 vol. - Varga Attila

### Premiul „Mihail Kogălniceanu“
- Alexandru Marghiloman. Lordul valah (O viață cu luminile și umbrele ei), 2 vol. - Nicolae Peneș

### Premiul „Nicolae Bălcescu“
- Operării in Vinea Domini. Misionarii iezuiți din Transilvania, Banat și Partium (1579-1715), 2 vol. - Vasile Rus

### Premiul „Alexandru D. Xenopol“
- Evoluția intereselor economice și politice britanice la gurile Dunării (1829—1914) - Constantin Ardeleanu
- Réinventer la tradition. Alexandre Stourdza et l'Europe de la Sainte-Alliance - Stella Ghervas (Republica Moldova și Elveția)

### Premiul „Nicolae Iorga“
- Avant l’État-juge. Pratique juridique et construction politique en Valachie au XVIIe siècle - Oana Rizescu
- Purgatoriul misionarilor. Contrareforma în Țările Române în secolul al XVII-lea - Violeta Barbu

### Premiul „Eudoxiu Hurmuzaki“
- Discursurile parlamentare ale unui român transilvănean la Viena între 1863-1865. George Barițiu. Deputat în Parlamentul Monarhiei Austriece/Parliamentary Discourse of a Romanian from Transylvania in Vienna between 1863-1865. George Barițiu. Member of Parliament in the Austrian Monarchy - Ștefan Sorin Mureșan
- Prezențe rabinice în perimetrul românesc. Secolele XVI-XXI - Baruch Tercatin (Israel) și Lucian-Zeev Herșcovici (Israel)

## III. Științe Matematice

### Premiul „Simion Stoilow“
- Grupul de lucrări: Factorizarea polinoamelor - Nicolae Bonciocat
- Funcțional commutant lifting and interpolation on generalized analytic polyedra - Călin Ambrozie

### Premiul „Gheorghe Lazăr“
- Grupul de lucrări: Statistici de ordine pentru variabile aleatoare de tip exponențial - Eugen Păltănea

### Premiul „Gheorghe Țițeica“
- Grupul de lucrări: Suprafețe Alexandrov - Costin Vîlcu
- Last multipliers as autonomous solutions of Liouville equation of transport - Mircea Claudiu Crâșmăreanu

### Premiul „Spiru Haret“
- Grupul de lucrări: Contribuții în calculul variațiilor - Marius Buliga
- Grupul de lucrări: Mișcarea fluidelor în conducte - Ruxandra Stavre

### Premiul „Dimitrie Pompeiu“
- Grupul de lucrări: Caracteristici Euler ale varietăților algebrice - Laurențiu Maxim

## IV. Științe Fizice

### Premiul „Dragomir Hurmuzescu“
- Grupul de lucrări: Simetrii și constrângeri în teorii de câmp - Solange-Odile Saliu

### Premiul „Constantin Miculescu“
- Grupul de lucrări: Proprietățile spectroscopice ale unor molecule de interes Biologic - Nicolae Leopold

### Premiul „Horia Hulubei“
- Grupul de lucrări: Modele ale nucleelor atomice și ale stelelor neutronice - Neculai Săndulescu

### Premiul „Ștefan Procopiu“
- Grupul de lucrări: Procese de magnetizare în sisteme nanostructurate - Alexandru Stancu

## V. Științe Chimice

### Premiul „Costin D. Nenițescu“
- Grupul de lucrări: Structuri rotaxanice polimere - Aurica Farcaș

### Premiul „I. G. Murgulescu“
- Grupul de lucrări: Contribuții la studiul procesului sol-gel ca metodă inovativă pentru prepararea materialelor nanostructurale cu aplicații complexe - Smărăndița Maria Alexandra Wittmar
- Grupul de lucrări: Caracterizări optice și structurale pe filme oxidice nanostructurate - Mihai Anastasescu

### Premiul „Gheorghe Spacu“
- Grupul de lucrări: Noi aspecte referitoare la chimia elementelor blocului f - Karin Popa

### Premiul „Nicolae Teclu“
- Grupul de lucrări: Chemometrie și descriptori moleculari în modelarea diverselor procese fizico-chimice - Costel Sârbu

## VI. Științe Biologice

### Premiul „Grigore Antipa“
- Bioindicatori de calitate a apelor curgătoare - Anca-Narcisa Neagu, Ionel Miron

### Premiul „Emanoil Teodorescu“
- The Hornwort and Liverwort Atlas of Romania - Sorin Ștefanuț

### Premiul „Nicolae Simionescu“
- Grup de lucrări privind: Alterarea reactivității vasculare perturbate în diabet și posibilitățile de redresare sub acțiunea unor medicamente. 2005-2008 - Adriana Georgescu

### Premiul „Emil Racoviță“
Premiul nu a fost acordat.

## VII. Științe Geonomice

### Premiul „Grigore Cobălcescu“
- Geologia și microfaciesurile depozitelor carbonatice triasice dintre Valea Moldovei și Valea Trotușului - Daniela Alexandra Popescu
- Palinologia Sarmațianului mediu și superior din Platforma Moldovenească - Daniel Tabără

### Premiul „Gheorghe Munteanu-Murgoci“
- Implementarea GIS în modelarea viiturilor de versant - Ștefan Bilașco

### Premiul „Ludovic Mrazec“
- The Gătaia Pleistocene lamproite: a new occurrence at the southeastern edge of the Pannonian Basin, Romania - Ioan Seghedi, Theodoros Ntaflos, Zoltan Pecskay

### Premiul „Ștefan Hepites“
- Grupul de lucrări: Ciclurile solare în activitatea geomagnetică și efectele asupra climei regionale și globale - Venera Dobrică, Constanța Boroneanț, Georgeta Mariș
- Geobiodynamics and Roegen Type Economy - Constantin Udriște, Massimiliano Ferrara, Dorel Zugrăvescu, Florin Munteanu, prof. Crișan Demetrescu, membru corespondent al Academiei Române

### Premiul „Simion Mehedinți“
- Orașele monoindustriale din România - între industrializare forțată și declin economic - Bianca Dumitrescu

## VIII. Științe Tehnice

### Premiul „Traian Vuia“
- Grupul de lucrări: Intrinsec analytic study on the isoenergetic flow of a compressible fluid - Richard Șelescu

### Premiul „Aurel Vlaicu“
- Sisteme de conducere a zborului - Mihai Lungu

### Premiul „Henri Coandă“
Premiul nu a fost acordat.

### Premiul „Anghel Saligny“
Premiul nu a fost acordat.

### Premiul „Constantin Budeanu“
Premiul nu a fost acordat.

## IX. Științe Agricole și Silvice

### Premiul „Ion Ionescu de la Brad“
- Degradarea terenurilor agricole prin ravene și alunecări de teren-studii de caz în Podișul Bârladului - Cosmin Hurjui, Dumitru Nistor, Gabriel Petrovici

### Premiul „Traian Săvulescu“
- Grup de lucrări de farmacologie veterinară - Romeo Teodor Cristina, Valer Teusdea
- Atlas de diagnostic al strongilidozelor la ecvine - Mihai Cernea, M. Madeira de Carvalho (Portugalia), Vasile Cozma

### Premiul „Marin Drăcea“
- Reconstrucția ecologică a terenurilor ravenate și alunecătoare din zona Subcarpaților de Curbură și a Podișului Moldovei - Cristinel Constandache, Sandală Nistor

### Premiul „Gheorghe Ionescu-Șișești“
- Horticultura României de-a lungul timpului - Nicolae Ștefan, Gheorghe Glăman, Liviu Dejeu

## X. Științe Medicale

### Premiul „Iuliu Hațieganu“
- Tratat de protetică clinică și terapia edentației parțiale - Norina Consuela Forna

### Premiul „Constantin I. Parhon“
- Istoria universală a medicinei și farmacie - Radu Iftimovici

### Premiul „Daniel Danielopolu“
Premiul nu a fost acordat.

### Premiul „Gheorghe Marinescu“
Premiul nu a fost acordat.

### Premiul „Victor Babeș“
Premiul nu a fost acordat.

### Premiul „Ștefan S. Nicolau“
Premiul nu a fost acordat.

## XI. Științe Economice, Juridice și Sociologie

### Premiul „Petre S. Aurelian“
- Simulări manageriale prin modelare matematică și tehnici fuzzy - Dorian Vlădeanu, Felix Stroe, Ovidiu Gherasim

### Premiul „Virgil Madgearu“
- Riscul în economie. Aplicații în domeniul financiar-bancar - Gabriela Cornelia Piciu
- Optimizarea schimbării în piața de energie - Ionuț Purica

### Premiul „Victor Slăvescu“
- Istoria Băncii Naționale a României - Cristian Păunescu, Mihaela Țone, Nadia Manea

### Premiul „Dimitrie Gusti“
- Pluralisation religieuse et societe en Roumanie - Laurențiu D. Tănase

### Premiul „Simion Bărnuțiu“
- Tratat de criminalistică - Emilian Stancu
- Protecția europeană a drepturilor omului și procesul penal român - Ovidiu Predescu și Mihai Udroiu

### Premiul „Nicolae Titulescu“
- Tratat de dreptul mediului, ediția a III-a - Daniela Marinescu
- Dreptul comerțului internațional. Tratat, 2 vol. - Dragoș-Alexandru Sitaru și Claudiu Paul Buglea

### Premiul „Andrei Rădulescu“
- Tratat de drept administrativ - Ioan Alexandru
- Tratat de drept penal. Partea generală - Florin Strețeanu

## XII. Filosofie, Teologie, Psihologie și Pedagogie

### Premiul „C. Rădulescu-Motru“
- Comunicarea eficientă - Ion-Ovidiu Pânișoară
- Științele educației. Dicționar enciclopedic - Eugen Noveanu și Dan Potolea (coordonatori)

### Premiul „Vasile Conta“
- Tratat de psihoecologie - Grigore Nicola și Bogdan Danciu (coordonatori)

### Premiul „Mircea Florian“
- Abordarea dinamică a proceselor cognitive superioare - Lucia Faiciuc

### Premiul „Ion Petrovici“
- Dansul măștilor. Nietzsche și filosofia interpretării - George Bondor
- Rostiri etice în filosofia românească - Constantin Stroe

## XIII. Arte, Arhitectură și Audiovizual

### Premiul „George Enescu“ în domeniul creației muzicale
- Hypnos pentru 13 instrumente - Diana Rotaru

### Premiul „Ciprian Porumbescu“ în domeniul muzicologiei
- Tezaur muzical românesc din Muntele Athos, vol. I, II (III sub tipar) - Vasile Vasile

### Premiul „George Oprescu“ în domeniul istoriei artei, ex aequo
- Catalogul colecției Romstorfer. Ceramica monumentală - Paraschiva-Victoria Batariuc
- Trăire și reprezentare. Barocul în artele vizuale ale Moldovei secolului al XVII-lea - Gheorghe Macarie

### Premiul „Ion Andreescu“ în domeniul artelor plastice
- Pentru întreaga creație - Zoe Vida Porumb

### Premiul „Simion Florea-Marian“ în domeniul etnografiei și folclorului
- Botanica poporană română, vol. I (A-F). Ediție critică - Aura Brădățan

### Premiul „Aristizza Romanescu“ în domeniul artelor spectacolului
- Pentru creația teatrală și cinematografică - Oana Pellea

### Premiul „Marcu Duiliu“ în domeniul creației arhitectonice
- Pentru întreaga activitate - Vasile Mitrea, Dorin Ștefan

## XIV. Știința și Tehnologia Informației

### Premiul „Tudor Tănăsescu“
- Structuri de date (2 volume) - Ion Ivan, Marius Popa, Paul Pocatilu
- Grup de lucrări: Contribuții la dezvoltarea sistemelor robotice cu grad ridicat de inteligență pentru asistența persoanelor - Adriana Tapus

### Premiul „Gheorghe Cartianu“
- Grup de lucrări: Metode de reducerea zgomotului acustic în tehnologia limbajului vorbit - Radu Mihnea Udrea, Dragoș Nicolae Vizireanu, Simona Halunga
- Grup de lucrări: Algoritmi adaptivi cu convergență variabilă - Constantin Paleologu și Jacob Benestry

### Premiul „Grigore Moisil“
- A determination principle for algebras of n-valued Lukasiewicz logic - Ioana Leuștean
- Lucrarea: Grup de lucrări în domeniul prelucrării limbajului natural în documente nestructurate - Rada Mihalcea